# Джоннаттанн
 Джоннаттанн Бенитес да Консейсао (порт. Jhonnattann Benites da Conceição; 27 июля 1989, Кардозу-Морейра, Бразилия) — бразильский футболист, полузащитник саудовского клуба «Аль-Фуджайра».

## Карьера
Джоннаттанн родился в городе Кардозу-Морейра и начал карьеру в клубе «Кабофриэнсе», а в 2011 году перешёл в «Волта-Редонду». Проявив себя в клубе, получил приглашение в мальтийский чемпионат в клуб «Валлетта». Приняв приглашение отправился на Мальту, однако, уже через месяц отправился в другой клуб с Мальты «Биркиркара», где стал сверх-результативен, и спустя три года, вернулся в «Валлетту». В летнее трансферное окно перебрался в «Аль-Фуджайра», где уже в первом матче отличился голом.